# Rezanje
Rezanje ili sječenje je mehanički postupak obrade materijala kojim se dio obratka u potpunosti ili djelomično (zarezivanje) odvaja od cjeline. Rezanje razdvajanjem provodi se mehaničkim reznim alatima, kao što su škare, noževi, štance i slično (prosijecanje), kojima se dijelovi međusobno razdvajaju bez uklanjanja čestica, te toplinsko rezanje, pri kojem se materijal razdvaja izravnom primjenom toplinske energije (zavarivanje). Postupci toplinskoga rezanja mogu biti oni kod kojih materijal lokalno izgara (plinsko i elektrolučno rezanje), ili se tali i isparava (rezanje elektroerozijom, plazmom, elektronskim ili laserskim snopom). Rezanje odvajanjem čestica može se provoditi mnogim postupcima, ponajprije piljenjem.
Rezanje je postupak ručne ili strojne obrade materijala, kod kojeg oštrica alata okomito ulazi u materijal obratka velikom silom, koja uzrokuje popuštanje materijala i lom. Dolazi do naprezanja materijala koji se plastično deformira. Kod dovoljno velike sile, naprezanje na odrez u materijalu će jako narasti, materijal počinje popuštati (stanjuje se) i po liniji sječenja dolazi do deformacija. Sila sječenja dijeli na dva alata jedan iznad, a drugi ispod materijala. Ta dva alata su oštrica i kalup (matrica) ili gornji i donji nož, između kojih je minimalna zračnost (razmak), koja omogućuje lom materijala. Dimenzija zračnosti (razmaka) obično iznosi od 2 do 10% debljine materijala i ovisi o nekoliko čimbenika (debljina materijala, vrsta materijala, svojstva postupka rezanja). Na kraju se materijal (lim, žica, traka) lomi u dva dijela. Rezanje služi za djeljenje materijala na manje dijelove, koji će se kasnije dalje obrađivati i rez je ravan.
Izgled reza sječenog materijala se mijenja dubinom reza i vidljiv je na rubu rezanog materijala. Kada oštrica ili nož prodru u materijal, on se plastično deformira i zaobli rub materijala. Pri daljnjem prodiranju alata u materijal, rezanje rezultira u vertikalnu poliranu zonu materijala. Rub je ravan i potpuno gladak. Napokon naprezanje postaje preveliko i materijal puca pod kutom. Površina je hrapava i gruba. Zbog velikog naprezanja i naglog popuštanja na rubu se stvara mali oštri greben ili srh. Visina svake od ovih podjela reza ovisi o više čimbenika, kao kuta oštrice noža, zračnosti alata, materijalu.

## Razni alati i postupci za rezanje

### Rezni alat
Rezni alat je alat kojim ručno ili na stroju obrađujemo materijal rezanjem. Rezni alati mogu biti:
- Alati za sječenje koji u izravnom dodiru razdvajaju materijal sječenjem pomoću oštrice u obliku klina, bez odvajanja čestica (npr: noževi na škarama, žigovi i matrice štanci);
- Alati za odvajanje u izravnom dodiru režu materijal odvajanjem čestica pomoću oštrice u obliku klina (npr: tokarski nož, glodalo, svrdlo);
- Alati za odnošenje bez izravnog dodira i rezne oštrice obrađuju materijal odnošenjem čestica korištenjem energije (na primjer: elektroda za elektroerozionu obradu).[2]

Oštrica reznog alata za vrijeme obrade razara međusobnu povezanost čestica materijala, te je izložena mehaničkom, toplinskom i kemijskom djelovanju, odnosno trošenju. Postojanost i vijek trajanja oštrice ovisi o materijalu alata i obratka, režimu rada, a posebno o brzini rezanja. Dijelovi reznog alata su: rezni dio koji osigurava proces obrade (klin) i držalo koje služi za prihvat na alatni stroj i prijenos sila rezanja.

#### Pila
Pila je vrsta alata koji služi za rezanje ili urezivanje drveta, kamena, metala, plastike i drugih čvrstih materijala. Glavna komponenta je nazubljena ili valovita metalna oštrica, koja je pričvršćena na rukohvat. Piljenje je postupak ručne ili strojne obrade odvajanjem čestica, koji se upotrebljava kod odsijecanja ili dijeljenja materijala. Prema načinu gibanja alata, piljenje se dijeli na pravocrtno i kružno piljenje. Sam alat se razlikuje po obliku, te imamo kružne, tračne i lisne pile.

#### Motorna pila
Motorna pila je prenosiva mehanička pila koju pokreće električna struja, stlačeni zrak, hidraulična snaga i dvotaktni motor. Koristi se za sječu drveća, njihovo komadanje, čišćenje pojedninih čvorova sa stabla i tako dalje. Motorne pile s posebnom pločom i lancem koriste se za takozvana "umjetnost motornih pila", to jest za oblikovanje skulptura od drveta.

#### Sjekira
Sjekira je vrsta alata koji se u pravilu koristi za sječenje ili cijepanje drva, dok se u ostalim primjenama može koristiti kao oružje. Sjekira se sastoji od metalnog dijela (glave) i drška koji može biti izrađen od različitih materijala, najčešće drveta, a u tradiciji južne Europe su to uglavnom jasen, grab i bukva. Dijelovi glave su ušica, gdje je otvor za dršku, list (pljoštica) i sječivo (oštrac). Glava je izrađena uglavnom od ugljičnog čelika. Brusi se dvostrano, osim posebnih vrsta poput bradve. Namjena određuje i geometriju sječiva, tako da će sjekira za cijepanje imati jače klinasto sječivo pogodno za kalanje, dok će sjekira za rušenje imati uže i nježnije sječivo pogodnije za poprečno sječenje vlakna drveta. Gledajući kroz povijest, prve sjekire su bile od kamena, a njihov razvoj se poboljšavao pronalascima bakra, bronce, željeza sve do današnjih dana kada se koriste sjekire s oštricom od čelika. 

#### Nož
Nož je ručni alat s oštricom koja služi za rezanje. Nož se obično sastoji od oštrice pričvršćene o dršku. Oštrica noža je najčešće zašiljena, a nož može imati i dvije oštrice. Noževi su se koristili kao alat i oružje od kamenog doba, odnosno prvih početaka čovječanstva. Stručnjaci smatraju da je nož jedno od prvih oruđa koje je čovjek razvio kako bi mogao preživjeti u prirodi. Prvi noževi su bili od kremena ili neke druge vrste kamena, ponekad s drškom. Kasnije su se s napretkom metalurgije razvile oštrice od bakra,bronce, željeza i čelika. Dok su se materijali mijenjali, oblik noža ostao je uglavnom isti.
Zajedno s vilicom i žlicom, nož je u zapadnom svijetu od srednjeg vijeka dio standardnog pribora za jelo. Danas se noževi za jelo uglavnom ne oštre, a za pripremanje jela se koriste posebni kuhinjski noževi. Postoje i posebni džepni noževi za višestruke svrhe. Nož kao oružje je s vremenom izgubio na važnosti, ali je ostao univerzalan alat.

#### Mačeta
Mačeta je dugački nož širokog lista, dužine sječiva od 30 do 65 cm. Širom svijeta je rasprostranjena kao ručni poljoprivredni alat i priručno oružje, a služi za sječenje trave (trske) i tanjeg raslinja. S obzirom na to da je namijenjena za učestale udarce izrađuje se uglavnom od ugljičnog čelika, oznake po AISI-u 1045 do 1095 koji je elastičan i prilično lako se brusi, iako podložan koroziji. Kako se izrađuje iskucavanjem iz materijala, oštrica nema osnovnu kosinu - kao sjekira na primjer, te nije pogodna za zahtjevnije sječenje. Jeftin i dostupan alat često je zloupotrebljavan za krvave obračne kao u Ruandi ili Južnoj Americi. Standardni dio opreme mnogih vojski, osobito u tropima.

#### Mač
Mač je oružje za borbu prsa u prsa. Sastoji se od zašiljene jednosjekle i/li dvosjekle oštrice, pričvršćene o držak i zaštićene metalnom navlakom. Na početku su se mačevi izrađivali od bronce,a kasnije od željeza i čelika. Srednjovjekovni mač se razvija od prošlih mačeva (latenskih). Feudalni vitezovi su imali veoma teške mačeve koje su se morali držati s obe ruke, te su služili za siječu neprijatelja, jer im je vrh bio zaobljen. U srednjem vijeku su se najbolji mačevi izrađivali u Toledu i Damasku. Danas je u popularnoj kulturi često prisutna i japanska katana. S razvojem vatrenog oružja mač je poprimio uglavnom simboličko značenje, te ga u današnjim vojskama isključivo drže radi dekoracije. Prilikom predaje se mač predaje neprijatelju, a prilikom degradacije se časniku mač uzima i lomi. Mačem se danas ipak najviše služe sportaši koji se bave mačevanjem,koje u užem smislu predstavlja naziv za sportsku borbu dvoje natjecatelja naoružanih hladnim oružjem za borbu prsa u prsa, najčešće mačem ili sabljom.

#### Glodalo
Glodalo služi za raznoliku upotrebu strojne obrade metala odvajanjem čestica na glodalicama, na primjer za poravnavanje, izradu prizmatičnih rubova, izradu čepova, džepova, izrezivanje, urezivanje, prerezivanje, izradu različitih utora na osovinama, izradu zubaca zupčanika, za rezanje navoja i tako dalje. Zbog toga je i oblik glodala raznolik.

#### Svrdlo
Svrdlo ili bušni alat je alat koje koristimo kod bušenja. Svrdla se dijele na: spiralna svrdla, svrdla s pločicama od tvrdog metala, ravna svrdla, zabušivala (zabušivači), specijalne izvedbe spiralnih svrdala, noževe i motke za bušenje.

### Rezanje plazmom
Rezanje plazmom je postupak koji se koristi za rezanje čelika i ostalih metala koristeći plazma plamenik. Inertni plin (ponekad stlačeni zrak) se potiskuje velikom brzinom kroz mlaznicu, dok u isto vrijeme se uspostavlja električni luk kroz plin do radnog komada, pretvarajući jedan dio plina u plazmu. Plazma je dovoljno topla da se metal poreže i da se otopljeni metal otpuše s reza.

### Rezanje laserom
Rezanje laserom je tehnologija koja koristi laser za rezanje materijala, i uglavnom se koristi za industrijsku primjenu, ali sve češće se koristi i u školama, malim poduzećima i kod hobista. Rezanje laserom radi tako da se direktno kontrolira izlazna snaga lasera, djelujući obično računalom. Materijal se ili topi, ili izgara, ili isparava, ili ga otpuhne mlaz zraka pod tlakom, ostavljajući visoko kvalitetne rubove reza. Ne režu se samo limovi, nego i profili i cijevi.

### Rezanje vodenim mlazom
Rezanje vodenim mlazom spada među nestandardne postupke obrade metala, koje se temelje na postupku mehaničkog odnošenja materijala. Abrazivni vodeni mlaz je tanak mlaz mješavine vode i kremenog pijeska pod visokim tlakom, koji djeluje na radni komad koji se obrađuje i erozijom odnosi osnovni materijal, te tako radi rez.
Rezanje vodenim mlazom omogućuje rezanje metala (nehrđajući čelik, aluminijske legure, kaljeni čelik, bakar i mjed (sve do 150 mm debljine)), tvrdi metal, staklo, kamen (na primjer granit), plastiku, gumu, drvo, polistiren i tako dalje. Vodeno rezanje ne zagrijava materijal, što je naročito korisno za čelike koji su namijenjeni za toplinsku obradu. Rezanje vodom je povoljno kod alatnog čelika i drugih metala, kod kojih izlaganje visokim temperaturama može promijeniti svojstva materijala. Mala širina zareza omogućuje bolju iskoristivost sirovine. Izrada prototipnih dijelova je puno jednostavnija korištenjem alatnog stroja za vodeno rezanje. Dimenzije obratka se mogu unijeti u upravljačku jedinicu, a stroj će precizno izrezati tako programirani oblik. Takav način izrade prototipnih dijelova je puno brži i jeftiniji od uobičajenog načina, kod kojeg se prvo moraju izraditi detaljni nacrti, koji se onda moraju predati strojaru, koji će izraditi dio. Rad stroja za vodeno rezanje se jednostavno automatizira što olakšava serijsku proizvodnju. Vodeno rezanje ne ostavlja nazubljene ni oštre rubove, što uklanja potrebu za dodatnom ručnom ili strojnom obradom. Nedostatak rezanja vodenim mlazom je visoka cijena i mala produktivnost.